# Управління Хотинським повітом (Бессарабська губернія)

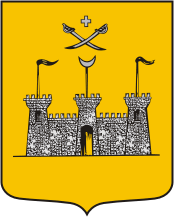
Герб Хотинського повіту

Найвищою посадовою особою Хотинського повіту (1812—1918) був Хотинський повітовий предводитель дворянства Бессарабської губернії (рос. Хотинский уездный предводитель дворянства Бессарабской губернии), який обирався повітовими дворянськими зборами кожні три роки, контролював усі станові справи та фактично керував найважливішими місцевими установами. Діяв відповідно до «Положення про губернії» (1775) та «Жалуваної грамоти дворянству» (1785) (видані з метою посилення впливу дворянства).

### Установи державної влади та управління
З 1818 р. почало діяти Хотинське повітове справництво (рос. Хотинское уездное исправничество). Діяло на підставі «Статута утворення Бессарабської губернії» (1818), та здійснювало адміністративно-поліцейську владу в Хотинському повіті. Очолював його капітан-справник, який підпорядковувався губернаторові. До складу справництва входили: 4 засідателі (комісари) (яких обирало дворянство). У селах поліцейські функції виконували двірники (призначалися справництвом із заможних верств населення). Справництво займалося укладанням угод купівлі-продажу, оформленням орендних контрактів, розглядом позовів про порушення угод, наданням допомоги населенню при епідеміях.
Протягом 1874—1889 рр. у повіті діяв орган — Хотинське повітове у селянських справах присутствіє Бессарабської губернії (рос. Хотинское уездное по крестьянским делам присутствие Бессарабской губернии). Був створений відповідно до указу Сенату від 27 червня 1874 р. Складалося з голови — повітового предводителя дворянства і членів: обов'язкового члена, призначеного міністром внутрішніх справ, повітового справника, голови повітової земської управи, одного з почесних мирових суддів. Наглядало за діяльністю волосних та сільських управ. Апеляційною інстанцією було губернське в селянських справах присутствіє.
На підставі «Положення про земських начальників» від 12 липня 1889 р. діяв Хотинський повітовий з'їзд земських начальників Бессарабської губернії (рос. Хотинский уездный съезд земских начальников Бессарабской губернии). Виконував адміністративно-судові функції: нагляд за роботою сільських та волосних управ, затвердження посадових осіб та суддів, контроль за розглядом цивільних позовів та дрібних кримінальних справ. Складався із Земських начальників Хотинського повіту Бессарабської губернії, закріплених за дільницями (наприклад Земський начальник 7-ї дільниці Хотинського повіту Бессарабської губернії с. Романківці). Посада земського начальника була заснована з метою урядового нагляду за селянським самоврядуванням. Земські начальники призначалися з дворян міністром внутрішніх справ за поданням місцевого губернатора. Земські начальники виконували адміністративно-судові функції: наглядали за роботою сільських та волосних селянських установ, затверджували кандидатури посадових осіб та суддів на території своєї дільниці, розглядали цивільні позови і дрібні карні справи.

## Установи земського самоврядування

### Самоврядування міста Хотин
Відразу після поділу Бессарабської губернії на повіти (1819), відповідно до «Правил тимчасового управління Бессарабією» (1813) і «Статуту утворення Бессарабської області» (1818) як адміністративний орган м. Хотин почав діяти — Хотинський міський магістрат (рос. Хотинский городской магистрат). Магістрат керував адміністративними, судовими, поліцейськими, господарськими та фінансовими справами міста, серед яких: управління міським майном, благоустрій міста, контроль за діяльністю підпорядкованих установ, забезпечення громадського порядку, видача дозволів на відкриття промислових майстерень і торговельних закладів, нагляд за санітарним станом міста, матеріальне забезпечення нужденних, продаж рухомого і нерухомого майна, оподаткування населення.
У 1874 р. на підставі «Городового положення» від 16 червня 1870 р. почали діяти:
Хотинська міська дума Хотинського повіту Бессарабської губернії (рос. Хотинская городская дума Хотинского уезда Бессарабской губернии). Відала місцевими господарськими питаннями, серед яких: благоустрій міста, торгівля та промисловість, охорона здоров'я тощо.
Хотинська міська управа Хотинського повіту Бессарабської губернії (рос. Хотинская городская управа Хотинского уезда Бессарабской губернии), як виконавчий орган міського самоврядування. Очолював управу міський голова. Членів управи обирала міська дума. До складу входили: канцелярія та відділи, тимчасові та постійні виконавчі комісії. Відала міським будівництвом, благоустроєм, оцінкою домоволодінь для їх оподаткування, міськими лікувальними та навчальними закладами, розвитком місцевої промисловості, утримувала міську поліцію, пожежників, військову частину. Фінансувалась з міського бюджету до якого надходили прибутки від міського майна, збори від торгівлі і промислів, нерухомого майна, оброчні податки.

### Самоврядування Хотинського повіту
1869 р. відповідно до «Положення про губернські і повітові земські установи» від 1 січня 1864 р. було створено Хотинську повітову земську управу (рос. Хотинская уездная земская управа), як виконавчий орган Хотинських повітових зборів (рос. Хотинское уездное собрание). Повітова управа відала справами земського і міського господарства. До функцій управи входило: вирішення питань з народної освіти, охорони здоров'я населення, оподаткування власників нерухомого майна, землекористування.
У кожній волості Хотинського повіту діяли Волосні правління Хотинського повіту Бессарабської губернії (рос. Волостные правления Хотинского уезда Бессарабской губернии). Утворені згідно Указу "Про створення волосних правлінь в державних поселеннях Бессарабської губернії " від 9 вересня 1826 р та розпочали діяльність 1 січня 1827 р. Розглядали дрібні скарги, слідкували за своєчасним стягненням податків та виконанням земської повинності, за пожежною безпекою у волостях, утримували в належному стані дороги і мости, піклувались про вдів та сиріт, встановлювали опікунство, проводили переписи населення, складали списки поселян.

## Судові, наглядові та слідчі установи
Судові органи
Хотинський повітовий суд Бессарабської губернії (рос. Хотинский уездный суд Бессарабской губернии).
Створений за новим «Положенням про адміністративний устрій Бессарабії» 1828 р. Здійснював розгляд кримінальних та цивільних справ, справ про спадщину, визнання прав власності, земельних, грошових і майнових позовів, позовів за угодами, затверджував угоди та договори.
Хотинський повітовий земський суд Бессарабської губернії (рос. Хотинский уездный земский суд Бессарабской губернии).
Діяв згідно з «Положенням про утворення губерній» (1775) та на підставі нового «Положення про адміністративний устрій Бессарабії» (1828). Здійснював розгляд побутових судових справ: підтвердження права власності на землю, встановлення прав власності внаслідок купівлі-продажу, затвердження угод, справи про грошові борги, земельні конфлікти. Складався з земського справника та двох-трьох земських засідателів, яких обирали із дворянства терміном на три роки. На території повіту (окрім повітового міста) виконував адміністративно-поліцейські функції та частково судові. Ліквідований «Тимчасовими правилами про реформу поліції» від 25 грудня 1862 р. з передачею функцій повітовому поліцейському управлінню.
Хотинський повітовий з'їзд мирових суддів Бессарабської губернії (рос. Хотинский уездный съезд мировых судей Бессарабской губернии).
Створений в повіті, як адміністративно-судовий орган для вирішення селянських питань замість ліквідованого повітового з селянських справ присутствія. Складався з мирових і міських суддів, повітового справника та голови — повітового предводителя дворянства. Ліквідований на підставі «Положення про земських начальників» від 12 липня 1889 р.
Хотинський повітовий прокурор Бессарабської губернії (рос. Хотинский уездный прокурор Бессарабской губернии).
Посада введена на підставі «Судового статуту» від 20 листопада 1864 р. Прокурор виконував функції нагляду за виконанням законів судовими органами та окремими громадянами, був представником обвинувачення в суді.
Хотинський повітовий поселянський стряпчий Бессарабської губернії (рос. Хотинский уездный поселянский стряпчий Бессарабской губернии).
Діяв на підставі «Положення про губернії» (1775), виконував функції прокурорського нагляду в повіті: наглядав за діяльністю повітових установ, виконанням законів та судових рішень. Підпорядковувався повітовому прокурору. Посаду ліквідовано 1880 р.

## Поліцейські та тюремні установи
Хотинське повітове поліцейське управління Бессарабського губернського поліцейського управління (рос. Хотинское уездное полицейское управление Бессарабского губернского полицейского управления).
Створене на підставі «Правил про реформу поліції» від 25 грудня 1862 р. замість ліквідованих земських суддів та городничого з його канцелярією. Повітове поліцейське управління складалося з справника та помічника справника, яких призначав губернатор. До 1889 р. в управління входили засідателі від дворян та селян. Здійснювало функції охорони громадського порядку та нагляду за дотриманням законодавства.
Хотинське міське поліцейське управління Хотинського повітового поліцейського управління Бессарабської губернії (рос. Хотинское городское полицейское управление Хотинского уездного полицейского управления Бессарабской губернии).
Створене 1813 р. До складу управління входили: городничий, який призначався Сенатом за поданням губернського правління та здійснював керівництво приставами дільниць, квартальними наглядачами та поручиками. Виконувало поліцейські функції і розглядало справи військового та державного відомств. Було реформовано згідно «Тимчасових правил» про реформу поліції від 25 грудня 1862 р. Після реформи переслідувало порушників законодавства, здійснювало розшук злочинців, слідкувало за своєчасною сплатою податків, сприяло стягненню гербового збору, встановленню санітарного карантину на імпортні товари.
Унтер-офіцер додаткового штабу Бессарабського губернського жандармського управління у Бельцському, Хотинському, Сорокському та Оргіївському повітах, м. Новоселиця Хотинського повіту (рос. Унтер-офицер дополнительного штаба Бессарабского губернского жандармского управления в Бельцском, Хотинском, Сорокском и Оргеевском уездах, г. Новоселица Хотинского уезда).
Діяв на підставі «Положення про корпус жандармів» від 19 вересня 1867 р. Займався політичним розшуком з карними функціями. Підпорядковувався помічнику начальника губернського жандармського управління.
Контора Хотинської міської в'язниці (рос. Контора Хотинской городской тюрьмы).
Під час російсько-турецької війни в 1806 р. після підкорення військами Російської імперії Хотинської фортеці деякі її приміщення використовувались як міська в'язниця. До функцій в'язниці входило: утримання заарештованих та підозрюваних у вчиненні злочинів.

## Військово-адміністративні установи
Хотинське повітове рекрутське присутствіє Бессарабської губернії (рос. Хотинское уездное рекрутское присутствие Бессарабской губернии).
Діяло на підставі рекрутських статутів (1831, 1857, 1862). Складалося з повітового предводителя дворянства, предводителя дворянства найближчого приписного повіту, городничого, військового та медичного представників. Підпорядковувалося державним палатам. Відало усіма справами рекрутської повинності. Діяло тільки під час рекрутських наборів. Ліквідоване 1874 р. у зв'язку з введенням загальної військової повинності.
Хотинське повітове з військової повинності присутствіє Бессарабської губернії (рос. Хотинское уездное воинской повинности присутствие Бессарабской губернии).
Створене відповідно до указу Сенату від 2 січня 1874 р. Займалося питаннями, пов'язаними з призовом до армії, керувало призовними дільницями. Підпорядковувалося губернаторському присутствію з військової повинності.
Хотинський повітовий військовий начальник (рос. Хотинский уездный военный начальник).
Комендант Хотинської фортеці (рос. Комендант Хотинской крепости).
Посада введена 1718 р. турецьким командуванням у зв'язку із посиленням військової могутності Росії та рішенням перетворити Хотинську фортецю на головний стратегічний пункт північно-східних рубежів Османської імперії. З 1806 р. посаду займали російські військові, оскільки Хотинська фортеця увійшла до складу Російської імперії. На коменданта покладались керівні функції під час воєнного стану. 1856 р. Хотинську фортецю визнано непридатною для захисту південно-західних рубежів Російської імперії і посаду скасовано.